# Campionato Riserve (Emirati Arabi Uniti)
Il campionato Riserve degli Emirati Arabi Uniti (in inglese UAE Reserve League), noto anche come UAE Under-23 League, è una competizione calcistica degli Emirati Arabi Uniti a cui prendono parte le squadre riserve delle 14 società che partecipano alla Lega professionistica degli Emirati Arabi Uniti.
L'idea di introdurre un campionato riservato alle squadre giovanili è stata approvata nel 2012; la prima edizione del campionato si è svolta nella stagione 2012-2013. L'intenzione della UAEFA è quello di sviluppare il calcio professionistico anche a livello giovanile nel paese.

## Albo d'oro
| Stagione | Campione                                               | 2º Posto                                               | 3º posto                                               |
| -------- | ------------------------------------------------------ | ------------------------------------------------------ | ------------------------------------------------------ |
| 2012–13  | Al-Ain                                                 | Al-Shabab                                              | Al Dhafra                                              |
| 2013–14  | Al-Ain                                                 | Al-Wahda                                               | Sharjah                                                |
| 2014–15  | Al-Ain                                                 | Al-Wahda                                               | Al-Nasr                                                |
| 2015–16  | Sharjah                                                | Al-Wahda                                               | Al-Ain                                                 |
| 2016–17  | Al-Wahda                                               | Al-Ain                                                 | Dibba Al-Fujairah                                      |
| 2017–18  | Al-Nasr                                                | Al-Wahda                                               | Sharjah                                                |
| 2018–19  | Al-Ain                                                 | Al-Wahda                                               | Shabab Al-Ahli                                         |
| 2019–20  | Edizione cancellata a causa della Pandemia da COVID-19 | Edizione cancellata a causa della Pandemia da COVID-19 | Edizione cancellata a causa della Pandemia da COVID-19 |
| 2020–21  | Shabab Al-Ahli                                         | Al-Ain                                                 | Ittihad Kalba                                          |
| 2021–22  | Shabab Al-Ahli                                         | Sharjah                                                | Al-Ain                                                 |
| 2022–23  | Shabab Al-Ahli                                         | Sharjah                                                | Al-Jazira                                              |
| 2023–24  | Ittihad Kalba                                          | Al-Ain                                                 | Sharjah                                                |

### Titoli per squadra
| Squadra        | Vittorie | Stagioni vittorie                          |
| -------------- | -------- | ------------------------------------------ |
| Al-Ain         | 4        | 2012-2013, 2013-2014, 2014-2015, 2018-2019 |
| Shabab Al-Ahli | 3        | 2020-2021, 2021-2022, 2022-2023            |
| Sharjah        | 1        | 2015-2016                                  |
| Al-Wahda       | 1        | 2016-2017                                  |
| Al-Nasr        | 1        | 2017-2018                                  |
| Ittihad Kalba  | 1        | 2023-2024                                  |